# Aeroportul Valle de la Pascua
Aeroportul Valle de la Pascua (IATA: VDP, ICAO: SVVP) este un aeroport din Venezuela ce deservește zona Valle de La Pascua⁠(d).
Situat la o altitudine de 179 m, aeroportul dispune de o singură pistă.